# 1850 en France
Chronologie de la France
- 1846
- 1847
- 1848
- 1849
- 1850
- 1851
- 1852
- 1853
- 1854

Cette page concerne l'année 1850 du calendrier grégorien.

## Événements
- 1er janvier : inauguration de la section Chauny-Tergnier du chemin de fer de Creil à Saint-Quentin (compagnie du Nord)[1].
- 26 janvier : Adolphe Thiers présente à l'Assemblée le rapport de la Commission sur l'assistance et la prévoyance publiques[2].

- 4-8 février : loi sur l’organisation du tribunal des conflits[3].

- 5 février : le préfet de police Carlier, bonapartiste, ordonne d'arracher tous les « arbres de la liberté » plantés en 1848[4].

- 10 mars : élection complémentaire à l'Assemblée législative. L'extrême-gauche emporte 11 des 21 sièges à pourvoir, détenus auparavant par des rouges, « montagnards » déchus de leur mandat après l'affaire du 13 juin 1849[5].

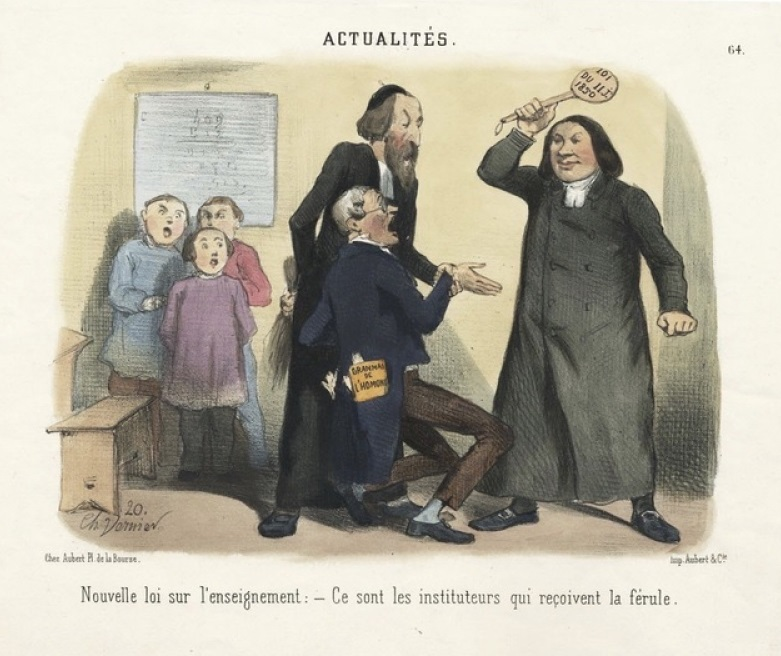
Nouvelle loi sur l'enseignement - Ce sont les instituteurs qui reçoivent la férule. Caricature de la « petite loi sur l'instruction » (ou loi Parieu) dépeignant Alfred de Falloux et Charles de Montalembert vêtus en ecclésiastiques et s'apprêtant à bâtonner un instituteur à l'aide d'une férule.

- 11 mars : « petite loi sur l'instruction » ou loi Parieu, relative à l'instruction primaire[6].
- 15 mars : loi Falloux sur la liberté de l'enseignement, avec la création du Conseil supérieur de l'Instruction publique. Elle rend obligatoire la création d'une école de filles dans toute commune de 800 habitants[7]. Les collèges royaux redeviennent des lycées. L’Université est placée sous le contrôle de l’État et de l’Église via les préfets et les évêques ; l’Église reçoit toute latitude pour créer des universités libres. 257 écoles libres s’ouvrent en France[8].
- 18 mars : Victor Parizot et Paul Henrion, aidés de l'éditeur Colombier, créent l'Agence centrale pour la perception des droits des auteurs et compositeurs de musique, à l'origine de la SACEM, fondée en 1851[9].

- 13 avril : l'Assemblée législative adopte la loi sur le logement insalubre à la suite d'un long combat des partisans de mesures d'Assistance que les républicains s'étaient engagés à prendre en 1848. Elle amorce la mise en place progressive par l’État d'une véritable politique du logement[10].

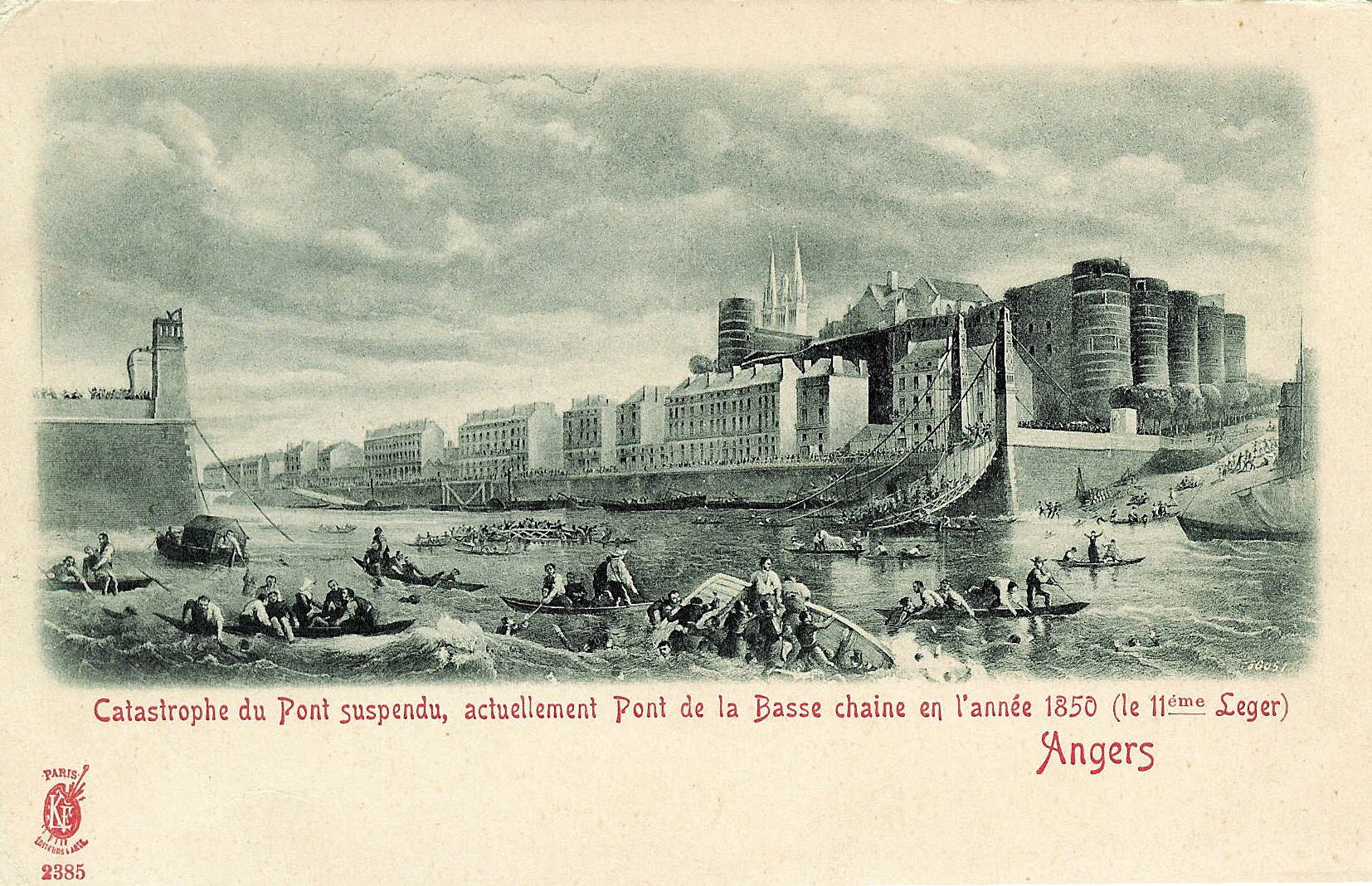
La rupture du pont de la Basse-Chaîne à Angers.

- 16 avril : à Angers, le pont de la Basse-Chaîne est détruit par une violente tempête au moment où passe le 3e bataillon du 11e régiment d'infanterie légère[11]. 223 ou 226 soldats périssent dans la Maine. Une version contestée veut que le pas cadencé de la troupe ait provoqué la rupture du pont par résonance[12].
- 28 avril : nouvelle élection complémentaire dans le département de la Seine, remportée par le démocrate-socialiste Eugène Sue contre le conservateur Alexandre Leclerc[13].

- 19 mai : inauguration de la prison Mazas[14].
- 23 mai : inauguration de la section Tergnier-Saint-Quentin du chemin de fer de Creil à Saint-Quentin (compagnie du Nord)[1].
- 31 mai : loi du 31 mai 1850 restreignant le suffrage universel, qui porte à trois ans la durée de domiciliation attribuant le droit de vote, en écartant 30 % des électeurs, plus de trois millions d’électeurs pauvres, ceux que Thiers, défendant la loi, appelle « la vile multitude qui a perdu toutes les républiques. »[15].

- 8 juin : restriction de la liberté de la presse et loi sur la déportation politique[16].

- 2 juillet : loi Grammont, première loi de protection des animaux domestiques[17].
- 10 juillet : ouverture au trafic voyageur de la ligne de Nancy à Metz, sans inauguration officielle[18].
- 16 juillet : nouvelle loi sur la presse, restrictive. Rétablissement des droits de timbre sur les périodiques[19].

- Juillet-août : campagne du « parti de l'Élysée » pour la révision de la constitution afin d'abolir l'article 45, interdisant de réélire le Président en exercice[6].

- 12-28 août : voyage du président de la République Louis-Napoléon Bonaparte dans l'Est de la France ; Dijon (13 août), Chalon, Mâcon, Lyon (15 août), Lons-le-Saunier (17 août), Besançon (18 août), Belfort (19 août), Colmar (20 août), Strasbourg (21 août), Nancy (24 août), Metz (26 août), Châlons-sur-Marne (27 août)[20] ; il est pris à partie par la foule à Joigny et à Montbard, est chahuté dans un bal public à Besançon et reçoit un accueil plutôt froid à Belfort, mais triomphe à Strasbourg[21].
- 18 août : mort d'Honoré de Balzac à Paris, rue Fortunée, devenue la rue Balzac[22].

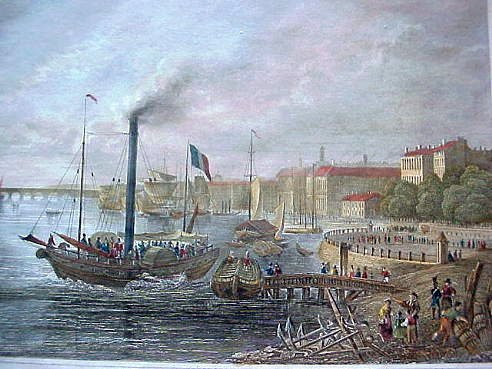
Les quais de Bordeaux en 1850

- 21 août : obsèques d'Honoré de Balzac en l'église Saint-Philippe-du-Roule à Paris[23].
- 26 août : mort en exil de Louis-Philippe Ier. Les monarchistes échouent à se réunir entre orléanistes (Guizot, Adolphe Thiers) et légitimistes (Falloux, Berryer)[24].
- 28 août : manifestation bonapartiste organisée par la société du Dix-Décembre à la gare de l'Est au retour du président de Strasbourg. Des scènes analogues se produisent autour de la gare du Havre, au retour du Président de Normandie le 12 septembre[25].
- 3-12 septembre : voyage du président de la République Louis-Napoléon Bonaparte en Normandie ; Évreux, Caen (4 septembre), Cherbourg (5 septembre), Saint-Lô (9 septembre), Avranches (10 septembre), Argentan (11 septembre)[20].

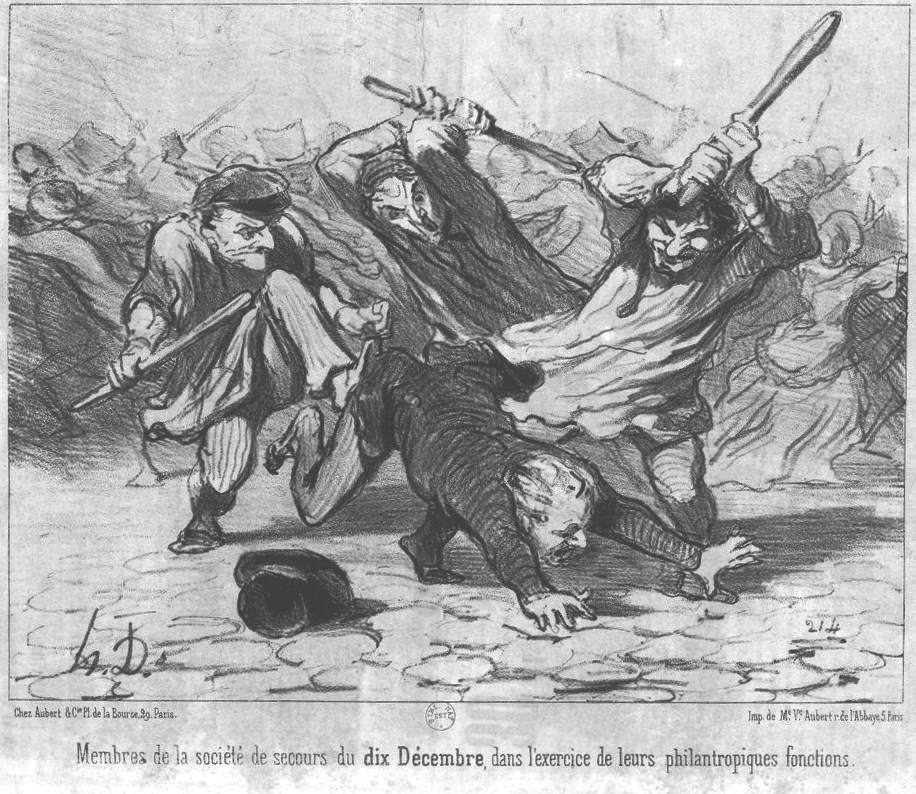
« Membres de la société de secours du dix Décembre, dans l'exercice de leurs philantropiques fonctions », par Daumier (Le Charivari, 1er octobre 1850).

- 3 octobre : Louis-Napoléon Bonaparte passe en revue les troupes à Saint-Maur[24].
- 10 octobre : Louis-Napoléon Bonaparte est accueilli aux cris de « Vive l’empereur » lors d’une revue militaire de la cavalerie à Satory[24].
- 20 octobre : Alphonse Gent, qui a participé à la création à Lyon de la « Nouvelle Montagne », société secrète réunissant les députés de gauche de treize départements méditerranéens, est arrêté pour ses activités[26]. Les républicains radicaux, écartés du débat parlementaire après la journée du 13 juin 1849, se réfugient dans la clandestinité[16].
- 22 octobre : le général comte d'Hautpoul, gouverneur général de l'Algérie[27].

- 7 novembre : dissolution de la Société du Dix-Décembre par décret du ministre de l'intérieur[28].